# Sobekemsaf (regina)
Sobekemsaf (fl. XVI secolo a.C.) è stata una regina egizia della XVII dinastia.
Fu Grande Sposa Reale del faraone Nubukheperra Intef (detto anche Iniotef e Antef) e sorella di un faraone non identificato, probabilmente Sekhemra-heruhermaat Initef (detto anche Initef e Antef VII), Sobekemsaf II (Sekhemra Sedtawy) oppure Senekhtenra Ahmose.

## Evidenze archeologiche
Il suo nome (traslitterato: sbk-m-z3=f, che significa Sobek Lo protegge) è grammaticalmente maschile. Benché ne esistesse la versione femminile (sbk-m-z3=s), la regina è denominata Sobekemsaf in tutte le fonti; ciò porta a concludere che non si tratta dell'isolato errore di uno scriba, ma di un nome conferito, probabilmente, in memoria di un antenato. Dare un nome maschile a una femmina non fu una pratica insolita durante il Secondo periodo intermedio dell'Egitto.
La regina Sobekemsaf è menzionata su un bracciale e un pendente (conservati al British Museum) e su una stele rinvenuta nella città di provenienza della sua famiglia, Edfu. La stele, risalente alla XVIII dinastia, menziona la ricostruzione della sua tomba. Il reperto ricorda inoltre la sorella della regina, Neferuni, e la loro madre, il cui nome non si è conservato; ma il suo titolo mostra che fu figlia di un faraone, forse Rahotep.
I titoli di Sobekemsaf furono: Sposa del Re, Grande Sposa Reale, Unita alla Corona Bianca, Figlia del Re, Sorella del Re.